# Digital Micro Systems DMS-3/F
Digital Micro Systems DMS-3/F (DMS-3/F) је професионални рачунар, производ фирме Digital Micro Systems који је почео да се израђује у Сједињеним Америчким Државама током 1982. године.
Користио је Z80-A као централни микропроцесор а RAM меморија рачунара DMS-3/F је имала капацитет од 64 KB. 
Као оперативни систем кориштен је CP/M.

## Детаљни подаци
Детаљнији подаци о рачунару DMS-3/F су дати у табели испод.
|                       |                                                                                             |
| [ 1 ]                 |                                                                                             |
| Произвођач            |                                                                                             |
| Тип                   | професионални рачунар                                                                       |
| Меморија              | 64 KB                                                                                       |
| Поријекло             | Сједињене Америчке Државе                                                                   |
| Година                | 1982                                                                                        |
| Тастатура             | Тастатура са пуним помаком тастера, 80 тастера, 16 функцијских тастера, нумеричка тастатура |
| Процесор              |                                                                                             |
| Фреквенција процесора | 4 .                                                                                         |
| RAM                   | 64 KB                                                                                       |
| ROM                   | непознато                                                                                   |
| Текст                 | 80 стубова x 25 линија                                                                      |
| Графика               | непознато                                                                                   |
| Боја                  | непознато                                                                                   |
| Звук                  | непознато                                                                                   |
| Димензије             | 14 Kg                                                                                       |
| Портови               |                                                                                             |
| Оперативни систем     |                                                                                             |